# You Don't Know Jack (computerspel)
You Don't Know Jack (Chinees: 你不了解杰克) is een computerspel dat werd uitgegeven door Sierra On-Line. Het spel kwam in in 1995 uit voor de Macintosh en Microsoft Windows. In 1999 volgde ook een release voor de Sony PlayStation. Het spel is een triviaspel van een tot drie spelers. De vragen gaan over verschillende onderwerper, zoals klassieke literatuur en popmuziek. De showmaster maakt opmerkingen met sarcasme en humor.

## Platforms
| Jaar | Platform                        |
| ---- | ------------------------------- |
| 1995 | Macintosh, Windows, Windows 3.x |
| 1999 | PlayStation                     |

## Ontvangst
| Beoordeeld door                          | Platform               | Jaar | Score |
| ---------------------------------------- | ---------------------- | ---- | ----- |
| World Village (Gamer's Zone)             | Windows                | 1997 | 100%  |
| All Game Guide                           | Macintosh              | 1998 | 100%  |
| PSX Nation                               | PlayStation            | 1999 | 93%   |
| GameSpot                                 | Windows                | 1996 | 92%   |
| Computer Gaming World (CGW)              | Windows 3.x            | 1996 | 90%   |
| Official U.S. PlayStation Magazine (OPM) | PlayStation            | 1999 | 90%   |
| Coming Soon Magazine                     | Windows en Windows 3.x | 1995 | 88%   |
| IGN                                      | PlayStation            | 1999 | 82%   |
| GameStar (Duitsland)                     | Windows 3.x            | 1998 | 80%   |
| Power Play                               | Windows                | 1998 | 80%   |
| PC Jeux                                  | Windows en Windows 3.x | 1998 | 74%   |
| PC Player (Duitsland)                    | Windows 3.x            | 1998 | 73%   |
| GameCola.net                             | PlayStation            | 2005 | 57%   |